# Дунайская флотилия (Чехословакия)
Чехословацкая Дунайская флотилия (чеш. Československé válečné loďstvo, словац. Česko-slovenské vojnové loďstvo) — условное название речных сил Чехословакии на Дунае и его притоках, подразделения которых были созданы после распада Австро-Венгерской империи. Исторически почти все время входили в состав инженерных частей армии.

## История (1918—1939)
Первым чехословацким военно-морским формированием, еще до создания государства Чехословакия — стал Морской отдел, образованный во Владивостоке солдатами чехословацкого корпуса в мае 1918 года. Отделу были приданы русские пароходы «Надежный» и «Смельчак». В начале 1920 года были привлечены два новых судна — «Стрелок», использовавшийся в качестве тральщика, и «Доброволец». Корабли ходили под красно-белым флагом. 3 сентября 1920 года последние солдаты чехословацкого корпуса покинули Владивосток на американском военном транспорте «Хеффрон» (USAT Heffron); 3 корабля были возвращены русским, а один передан японцам, сам же Морской отдел был распущен по возвращении солдат на родину.
Датой рождения чехословацких ВМС можно считать ноябрь 1918 года, когда в только что образованном Министерстве народной обороны было создано самостоятельное Командование морских сил. Ему подчинили Морской батальон, в который вошли моряки бывшего австро-венгерского флота; две роты были сформированы в 1918 году и приняли участие в боях с венграми в Словакии, еще две роты были созданы в следующем году. Так же были созданы две батареи 90-мм зенитных орудий «Шкода» у устья рек Ипель и Грон.
В 1919 году были сформированы Отряд чехословацкого военного флота на Эльбе (с базой в Литомержице) и Отряд чехословацкого военного флота на Дунае (с базой в Братиславе).
В начале 1920 года КМС переформировали в 34-й (корабельный) отдел Министерства народной обороны. На этот момент в наличии на Лабе имелись двенадцать различных катеров, доставшихся от Австро-Венгерской империи. В том же году их перевезли железной дорогой в Словакию, поэтому литомержицкое подразделение стало просто кадровым. Береговые батареи лишили морского статуса — они вошли в состав нового полка зенитной артиллерии. 1 февраля 1922 года Лабская флотилия прекратила своё существование, её личный состав перевели в 1-й инженерный полк в Терезине. Офицеры и мичманы, служившие ещё на Дальнем Востоке, были переведены на Дунай. Там к этой же дате создали отдельный Водный батальон. Он входил в состав инженерных войск, но расценивался как самостоятельное подразделение для действий на реке. Его усилили мостовой ротой из братиславского 4-го инженерного полка. Итак, это подразделение состояло теперь из штаба, корабельной, минной, мостовой и запасной рот. В 1924 году его переименовали в Мостовой батальон.
В 1934 году в Братиславе был создан 6-й инженерный полк, в который из МБ передали часть штаба, корабельную и минную роты. Они вошли в состав Речного батальона (в полку был ещё строительно-электротехнический батальон). Мостовую роту МБ (вместе с приданными ей катерами) разделили между остальными инженерными полками, прежде всего — передали братиславскому 4-му. Статус-кво оставался вплоть до падения Республики Чехословакия в марте 1939 года. Тогда боевые суда унаследовала Словацкая республика, но она собственных военно-морских сил не создавала, а уже через месяц передала корабли Германии.
По условиям мирных договоров Чехословакия не получала корабли бывшей австро-венгерской флотилии: не было большой заинтересованности правительства в развитии и содержании флотилии.
Основные силы речных сил составили катера различного назначения — сторожевые, минные, буксирные. Суда для чехословацкой флотилии строили на верфи в Усти-над-Лабем, заводах «Шкода» (Комарно) и «Прага» (Прага-Либна). Самым крупным кораблем и флагманом флотилии стала канонерская лодка (монитор) «Президент Масарик», разработанная и построенная по примеру бывших австро-венгерских лодок типа «Вельс», имевшая более 200 т водоизмещения и вооруженная четырьмя 66-мм орудиями и восемью пулеметами. До 1939 года заложили еще только два более менее больших судна — 60-тонные минные заградители OMm 35 и OMm 36, из которых успели достроить только первый.

## История (1946—1959)
В конце 1946 года в Братиславе был сформирован 14-й отдельный инженерный батальон в составе корабельной и минной рот, на вооружении которых были шесть катеров. Через четыре года его включили в 52-й понтонный полк, в структуре которого сформировали отдельную корабельную роту с взводом боевых судов и взводом речного минирования. И, наконец, в 1957 году речные силы были переформированы в роту речной охраны.
В 1947—51 году в строй вступили 6 катеров различного назначения и 3 минных баржи, а также несколько весельных лодок и катамаранов. Таким был состав послевоенной флотилии Чехословакии.
В 1959 году по решению Совета ОВД в Будапеште функции обороны на Дунае передали советской Дунайской флотилии. Чехословацкая рота речной охраны была расформирована, а её суда передали гражданским организациям. В различных армейских подразделениях и государственных ведомствах в дальнейшем использовали лишь несколько вооруженных судов.

## Корабельный состав

### 1918—1939

#### Корабли
- Канонерская лодка (hlídková loď) President Masaryk, завод «Шкода», Комарно. 214 т, 50 × 6 × 1,07 м. 2 паровые турбины = 2300 л. с. = 31 км/ч. Вооружение: 4 66-мм орудия, 8 пулемётов, до 10 мин. В 1939 году вступила в строй немецкой Дунайской флотилии под именем «Бехеларен» (Bechelaren), в 1945 году перешла под контроль американских сил, возвращена Чехословакии в конце 1947 года, служил для гражданских нужд.
- Минный заградитель (pancérová minonoska) OMm 35, завод «Шкода», Комарно. Вступил в строй в октябре 1938 года. Ок. 60 т, 31 × 4,16 × 0,92 м. 2 дизельных мотора = 900 л. с. Вооружение: 4 пулемета, до 22 мин. Второй заградитель OMm 36 был закончен постройкой летом 1939 года. Переданы словаками немцам в мае 1939 года. Вступили в строй немецкой Дунайской флотилии под обозначениями FM 1 и FM 2. В 1940 году проданы румынам. В 1944 года после капитуляции Румынии заградители переданы СССР.

#### Катера
- Буксирные катера (vlečné čluny lehké) OMvl 21 — OMvl 26 (до 1924 года: Mv 25 — Mv 30), первые чехословацкие суда, вступившие в строй в 1919 году. Построены в 1917—19 годах на верфи в Усти-над-Лабем, заводами в Будапеште и Линце по проекту инженерных катеров (Pionierboote) австро-венгерской армии. 8,5 т, 9 × 2,2 × 0,65 м. 2 бензиновых мотора=22 км/ч. Вооружение — нет. Экипаж 6 человек.
- Катера (spojovaci čluny otevrené) OM 38 и OM 39 (до 1924 года: Mv 31 и Mv 32), годы службы: 1919-?. 6,6 × 1,6 × 0,76 м. 1 бензиновый мотор = 12 л. с. Куплены у фирмы «Эппель» в Вене.
- Бронекатера (délové čluny) OMd 1 и OMd 2 (до 1924 г. Md 1 и Md 2), верфь в Усти-над-Лабем, годы службы: 1920—34. 35 т, 21 × 4 × 1,6 м. 1 дизельный мотор=20 км/ч. Вооружение: 2 75-мм горных орудия, 2 пулемета.
- Минные катера (minové čluny) OMm 33 и OMm 34, верфь в Усти-над-Лабем, перестроенные в 1923—24 годах сторожевые катера Ms 5 и Ms 6, годы службы: 1924—38 годы. 24 т, 16,9 × 2,8 × 0,8 м. 1 дизельный мотор = 20 км/ч. Вооружение: 1 пулемет, до 7 мин. 6 человек.
- Сторожевые катера (strážní čluny) OMs 11 — OMs 16 (до 1924 года: Mh 11 — Mh 16), верфь в Усти-над-Лабем, годы службы: 1922—36. 4,75 т, 12,5 × 2,4 × 0,65 м. 1 бензиновый мотор = 28 км/ч. Вооружение: 1 пулемёт. 6 человек.
- Сторожевые катера (strážní čluny) OMs 17 и OMs 18, годы службы: 1923-?. 10,5 × 2,4 × 1 м. 1 бензиновый мотор = 60 л. с.
- Буксирные катера (vlečné čluny lehké) OMvl 27 и OMvl 28, завод «Шкода», Комарно, годы службы: 1924-?. 9,6 × 2,2 × 1,1 м. 2 бензиновых мотора = 110 л. с.
- Буксирные катера (vlečné čluny těžké) OMvt 29 и OMvt 30, завод «Шкода», Комарно, годы службы: 1925-?. 13,2 × 3 × 1,4 м. 2 бензиновых мотора = 220 л. с.
- Сторожевые катера (hlídkové čluny) OMh 3, OMh 4, OMh 5, верфь в Усти-над-Лабем, достроенные катера, аналогичные Ms 5 и Ms 6, предназначавшиеся имперскому флоту, годы службы: 1924—39. 24 т, 16,9 × 2,8 × 0,8 м. 1 бензиновый мотор = 20 км/ч. Вооружение: 2 пулемета. 9 человек.
- Буксирные катера (vlečné čluny těžké) OMvt 31 и OMvt 32, завод «Шкода», Комарно, вступили в строй в 1933—34 годах. 30 т, 16,25 × 3,1 × 0,75, 2 дизельных мотора = 22 км/ч. Вооружение: 2 пулемёта. 6 человек. В мае 1939 году переданы словаками немцам и служили в Линце.
- Сторожевые катера (strážní čluny) OMs 12, OMs 13, OMs 15 — OMs 22, построены в Праге, вступили в строй в 1934—36 годах. 10 т, 11,7 × 2 × 0,7 м. 1 дизельный мотор = 65 л. с. = 25 км/ч. Вооружение: 1 пулемет. 6 человек.
- Неизвестный катер, называемый vedetta, известный по фотографиям, вступил в строй ок. 1932 года. 10—12 × 2—2,5 м. Вооружение: 1 пулемет. Возможно, что это один из переделанных катеров серии OMs 12-22 (OMs 14?).

#### Баржи
- 7 барж, завод «Шкода», Комарно, годы службы 1923-?. 16х3х1,4 м. Не имели силовых установок. Назначение и судьба неизвестна.
- Минные баржи (minové pracovní prámy) MiP I, MiP II, завод «Шкода», Комарно. Вступили в строй в 1935-36 годах 21 т, 15,6 × 4 × 0,54 м. Вооружение: до 22 мин. 14 человек. Не имели силовых установок, для их буксировки были определены катера OMvt 31 и 32. В мае 1939 года переданы словаками немцам и служили в Линце, уничтожены в конце войны.
- Минная баржа K.L., завод «Шкода», Комарно, годы службы 1937-?. 14 × 3,8 × 1,1 м. Не имела силовой установки. Вооружение: до 10 мин. 5 человек.

### 1946—1959
- Минный катер (minovy člun) № 1, служил в 1947—59 годах. 26 т, 16 × 3 × 0,7 м. 2 дизельных мотора = 150 л. с. = 20 км/ч. Вооружение: без постоянного. 5 человек. Бывший венгерский тральщик типа AM, потопленный близ Комарно и восстановленный чехословаками.
- Минный катер (minovy člun) № 2. Бывший до войны буксирный катер OMvt 31.
- Сторожевые катера (hlídkové čluny) № 1 и № 2, служили в 1947—59 годах. 10 т, 15,9 × 3 × 0,85 м. 2 дизельных мотора = 360 л. с. = 31 км/ч. Вооружение: 1 20-мм зенитное орудие, 1 пулемет. 6-8 человек. Бывшие немецкие штурмовые катера (Pioniersturmboot 42), достроенные чехословаками. В 1959 году переданы для гражданского использования, служили на Дунае и словацских озерах.
- Сторожевой катер (zvédny člun), служил в 1948-59 годах. 9 т, 15,9 × 3 × 0,8 м. 2 дизельных мотора = 360 л. с. = 32 км/ч. 5 человек. Бывший немецкий штурмовой катер, достроенный чехословаками. В 1959 году передан для гражданского использования.
- Бронекатер (délovy člun) DC-1, служил в 1949-59 годах. 35 т, 20,1 × 4,2 × 0,9 м. 2 бензиновых (с 1954 года — 2 дизельных) мотора = 1000 л. с. = 30 км/ч. Вооружение: 1 75-мм орудие, 4 × 20-мм зенитное орудие. 10—12 человек. Бывший немецкий катер ПВО (Pioniersicherungsboot Pi-Si 43). В 1959 году переоборудован в пожарный катер.
- Минные баржи (minové pracovní prámy) № 1, № 2 и № 3, завод «Шкода», Комарно, аналогичные довоенным MiP I и MiP II, Вступили в строй в 1951 году.